# Donji Vakuf
Donji Vakuf – miasto w Bośni i Hercegowinie, w Federacji Bośni i Hercegowiny, w kantonie środkowobośniackim, siedziba gminy Donji Vakuf. W 2013 roku liczyło 6711 mieszkańców, z czego większość stanowili Boszniacy.